# Röhrel
Röhrel war ein Salinenmaß, mit dem über eine festgelegte Zeit, meist 24 Stunden, der Zufluss der Salzsole gemessen und bestimmt wurde.
- 1 Röhrel = 660 bayrischer Kubikfuß pro 24 Stunden = etwa 16,5 Kubikmeter pro 24 Stunden

Die Soleleitung von Berchtesgaden nach Reichenhall hatte ein Gefälle von etwa 450 Meter (einschließlich der mehrfachen naturbedingten Hebungen), so dass der Tagesdurchsatz (24 Stunden) 16 Röhrel betrug. Die Leitung von Rosenheim nach Traunstein hatte die gleiche Durchflussmenge.